# 로크웰 인터내셔널
로크웰 인터내셔널(Rockwell International)은 20세기 후반 방위 지향적인 항공우주 산업, 또 전자 제품, 자동차, 트럭 부품, 인쇄기, 밸브, 계량기, 산업 자동화에 관여한 미국의 주요 제조 복합 기업이다. 윌리엄 록웰이 설립한 일련의 회사들 가운데 최고 그 자체였다. 로크웰 인터내셔널은 포춘 500의 27위에 등재되며 1990년대에 정점을 찍었는데, 당시 8,000,000,000 달러 이상의 자산, 27,000,000,000 달러의 매출, 115,000명의 직원이 있었다.
2001년 로크웰 인터내셔널은 로크웰 오토메이션과 로크웰 콜린스라는 두 기업으로 분할된 채 남아있다.

## 제품

### 항공기
- OV-10 브롱코
- 로크웰 커맨더 112
- 후지/로크웰 커맨더 700
- B-1 랜서
- X-30
- 록웰-MBB X-31
- XFV-12
- 레인저 2000

### 유인 우주선
- 아폴로 사령선/기계선
- 오비터

### 미사일
- AGM-53 콘도르
- AGM-114 헬파이어

### 무인 항공기
- 로크웰 HiMAT